# Garrelt Duin
Garrelt Duin  (né le 2 avril 1968 à Leer) est un homme politique socialiste allemand. Il est député européen, président du land de Basse-Saxe et ministre de l'économie, de l'énergie, de l'industrie, des PME et de l'artisanat en Rhénanie-du-Nord-Westphalie.

## Jeunesse et parcours en politique allemande
Garrelt Duin obtient son baccalauréat en 1987 et suit des études de jurisprudence et de théologie dans les universités de Bielefeld et de Göttingen. Garrelt Duin rejoint le Parti social-démocrate allemand (SPD) pendant ses études, en 1993. Il obtient son diplôme en 1995 et devient avocat trois ans plus tard. Il est élu entretemps au conseil municipal de la commune de Hinte, située en Basse-Saxe allemande. Il y siégera jusqu'en 2006.
Passé par le bureau du SPD de la région de Weser-Ems, il en prend la présidence en 2002 et le reste jusqu'au début de l'année 2010.
Le 12 juin 2012, il rejoint le Cabinet Kraft où il est nommé ministre de l'économie, de l'énergie, de l'industrie, des PME et de l'artisanat en Rhénanie-du-Nord-Westphalie par Hannelore Kraft.

## Parcours en tant que député européen
Garrelt Duin est député européen pendant deux ans. Il est élu lors des élections européennes de 2004, et démissionne de son mandat en 2005, au bénéfice de Matthias Groote, issu de la même ville que lui.